# Notório saber
Notório saber é uma locução gramatical portuguesa que tem sido utilizada no Brasil por centros de pesquisa, órgãos públicos e universidades brasileiras para qualificar o professor ou especialista que possui um conhecimento em uma determinada área do saber. 
Essa expressão tem sido empregada para se referir a duas finalidades completamente distintas: 
- Educação: ela serve para se referir a uma titulação utilizada para reconhecer a experiência extra-acadêmica de professores[1]; e
- Direito constitucional: critério jurídico de provimento de cargos da alta burocracia brasileira, especialmente Tribunais Superiores, Regionais, de Justiça e de Contas[2].

No âmbito das licitações e contratos administrativos, há ainda a locução "notória especialização" prevista na legislação brasileira que não deve ser confundida com o "Notório Saber", pois ela trata de pessoas que são reconhecidas como detentoras de um saber especializado que as habilitam para ser contratos diretamente sem concorrência, por esta ser teoricamente inviável, ou melhor, inexigível. Logo, elas são semanticamente distintas e possuem finalidades diferentes.

## Notório Saberna educação
Na educação, o título de "Notório Saber" é uma titulação prevista na legislação educacional brasileira que permite formalizar um título que habilite profissionais com relevante experiência extra-acadêmica para a docência universitária, ao reconhecer esse conhecimento adquirido fora do ensino superior formal como "notório".
Trata-se de titulação criada visando o suprimento do título acadêmico formal para exercício da docência universitária que é concedida por meio do reconhecimento da experiência obtida fora das universidades e centros de pesquisa. Portanto, ele busca valorizar a vivência extra-universitária de docentes que não obtiveram um curso de pós-graduação stricto sensu (mestrado ou especialmente doutorado), mas que teriam uma saber relevante a compartilhar com a comunidade acadêmica, sendo atribuída a esse saber o nível de equivalência com titulações acadêmicas formais.
Por conferir uma equivalência aos títulos acadêmicos formais, inclusive aos de doutorado, o senso comum e até mesmo algumas unidades de instituições de ensino superior vêm se referindo a essa titulação como doutorado por notório saber, ainda que tal expressão seja tecnicamente duvidosa e passível de críticas, especialmente na hipótese de ocorrência de seu desvirtuamento para fins de burla de requisitos para recrutamento de docentes para o ensino médio, pois poderia promover uma precarização do ensino em geral.

### Fundamento legal
Diferente dos títulos de livre-docência e de doutorado honoris causa, o título de "Notório Saber" é concedido com fundamento legal no parágrafo único do artigo 66 da Lei de Diretrizes e Bases da Educação Nacional (LDB).
Esse dispositivo legal da LDB foi regulamentado pelo Parecer nº 296/97 da Câmara de Educação Superior do Conselho Nacional de Educação (CNE), o qual estabelece que a concessão de título de “notório saber” é um assunto de competência administrativa das universidades que ministrem cursos de doutorado em na área que atesta a notoriedade ou que seja semelhante.

### Algumas das instituições que concedem o título de Notório Saber
- Fiocruz Brasília (Portaria nº 020/2016)[1];
- UFBA (Resolução CONSEPE/UFBA nº 02/2015)[8];
- UFC (Provimento CONSUNI/UFC nº 01/2009)[9];
- UFMG (Resolução Complementar nº 01/2020)[4];
- UFPA (Resolução nº 4.936/2017)[10];
- UFPR[11];
- UFRGS (Resolução CEPE/UFRGS nº 11/2022)[12].

## Notório Saberna Constituição Brasileira
A Constituição Federal brasileira de 1988 prevê que determinados cargos públicos somente poderão ser preenchidos por pessoas que possuem "notório saber". Trata-se de um critério jurídico genérico e abstrato que normalmente é interpretada pelos teóricos do direito constitucional no Brasil para se referir a pessoas portadoras de uma titulação universitária no nível mínimo da graduação (bacharelado, licenciatura ou curso superior técnico) no ensino superior, condição que as habilitariam para ocupar o referido cargo.

### Cargos públicos que exigem oNotório Sabercomo pré-requisito
- Juiz de Tribunal Regional Federal ("notório saber jurídico" - artigo 94 da Constituição)[2];
- Desembargador do Tribunal de Justiça dos Estados ("notório saber jurídico" - artigo 94 da Constituição)[2];
- Ministro civil do STM ("notório saber jurídico" - artigo 123 da Constituição)[2];
- Conselheiro de Tribunal de Contas de Estados recém-criados ("notório saber" - artigo 235 da Constituição)[2];
- Procuradoria-Geral, pela Advocacia-Geral e pela Defensoria-Geral de Estados recém-criados (advogados de "notório saber" - artigo 235 da Constituição)[2].

Por fim, na Constituição brasileira também consta a expressão Notável Saber como critério de preenchimento de altos cargos públicos no estado brasileiro, a exemplo de Ministro do Supremo Tribunal Federal ou Ministro do Superior Tribunal de Justiça. Porém, apesar de notável e notório serem palavras semanticamente diferentes, as locuções são tratadas como sinônimas pela maioria dos teóricos do direito constitucional brasileiro.